# Мистериум. Начало
«Мистериум. Начало» (дат. Kvinden i buret, дословный перевод — «Женщина в клетке») — детективный триллер режиссёра Миккеля Нёргора, вышедший на экраны в 2013 году. Фильм снят по одноимённому роману датского писателя Юсси Адлера-Ольсена, первому из серии детективных романов о Карле Мёрке и его напарнике Асаде, занимающихся нераскрытыми уголовными делами многолетней давности.
Были выпущены продолжения: «Мистериум. Охотники на фазанов» (2014, дат. Fasandræberne), «Мистериум. Тьма в бутылке» (2016, дат. Flaskepost fra P.), «Мистериум. Журнал 64» (2018, дат. Journal 64) и «Мистериум. Эффект Марко» (2021, дат. Marco effekten)

## Сюжет
Детектив Карл Мёрк (Николай Ли Кос) принимает решение войти в дом подозреваемого, не дожидаясь прибытия подкрепления. В результате один его коллега погибает, второй становится инвалидом. Сам Карл получает касательное ранение в голову, через некоторое время выходит на работу, но его начальник Маркус (Сёрен Пильмарк) отстраняет Карла от работы и направляет его на бумажную работу в «отдел Q», архив нераскрытых дел. Его напарником становится Асад (Фарес Фарес), сотрудник без всякого опыта следовательской работы.
Одно из архивных дел сразу же привлекает внимание Карла Мёрка — обстоятельства, при которых пять лет назад пропала без вести на борту парома некая Мерете Лингард (Соня Рихтер), кажутся ему странными. Вопреки указаниям начальства Карл и Асад начинают полномасштабное расследование, и в итоге им удаётся выйти на след человека, пять лет назад похитившего Мерете и державшего её всё это время в барокамере.

## В ролях
| Актёр                | Роль            |
| -------------------- | --------------- |
| Николай Ли Кос       | Карл Мёрк       |
| Фарес Фарес          | Асад            |
| Соня Рихтер          | Мерете Лингард  |
| Миккель Боэ Фёльсгор | Уффе            |
| Сёрен Пильмарк       | Маркус Якобсен  |
| Троэльс Любю         | Харди           |
| Патрисия Шуман       | Сёс Норуп       |
| Эрик Эриксон         | Йохан Люндквист |
| Марьяна Янкович      | Тереза          |
| Клаэс Юнгмарк        | Ларссон         |

## Критика
Джей Вайсберг в рецензии для Variety связывает успешность фильма с повышением спроса на скандинавские триллеры после появления трилогии «Миллениум» шведского писателя Стига Ларссона и нескольких экранизаций, самыми заметными из которых стали «Девушка с татуировкой дракона» и сериал «Миллениум». Но при этом отмечаются предсказуемость сюжета и ставший в настоящее время несколько шаблонным визуальный стиль.